# Степанівське (Раменський район)
Степанівське — село в Раменському районі Московської області. Входить до складу сільського поселення Ульянінське. Населення — 199 ос. (2010).

## Географія
Степанівське розташоване в південній частині Раменського району, на відстані приблизно 31 км на південь від міста Раменське. Висота над рівнем моря 140 м. У 4 км на північ від села протікає річка Вільхівка. У селі 3 вулиці — Перша, Друга і Третя. Найближчий населений пункт — село Аргунове.